# サンコタケ
サンコタケ（三鈷茸、学名: Pseudocolus fusiformis）は林地に生えるアカカゴタケ科サンコタケ属の小型のキノコ。和名のサンコは、密教の修法で用いる仏具の一つである三鈷（さんこ）に因む。別名イカリタケ。食用には適さない。

## 分布と生育環境
日本各地、および北半球、オーストラリアなどに分布する。腐生菌（腐朽菌、腐生性）。夏（日本では梅雨）から秋にかけて、広葉樹林や竹林、道端の地上に単生または散生、あるいは群生する。

## 特徴
幼菌（菌蕾）は白色の卵形で、直径は高さ2センチメートル (cm) 、径1 - 1.5 cm。基部には白色の根状菌糸束がある。成熟すると卵状の幼菌の頂部が裂開して、子実体は柄（托）が上方に伸び出て上部が3本、ときに6本に枝分かれした腕（托枝）を伸ばし、アーチ形となって頂部でつながる。菌蕾の外皮はつぼとして根元に残る。柄（托）は円柱形で長さ5 - 7 cmと小型で色鮮やかでよく目立ち、色は赤紅色系のタイプと、黄色系のタイプの2つある。ふつう、柄部は腕よりも短くて下方が白く、中空、1層の泡状の組織からなる。分枝した腕は上になるほどだんだん細くなり、上部の内側に、胞子を含む黒褐色で粘液状のグレバが生じる。粘液化したグレバは強烈な悪臭を放つ。担子胞子は長楕円形で、5 - 7 × 2 - 3マイクロメートル (μm) 、無色、非アミロイド性。